# 重機甲乙女 豆だけど
『重機甲乙女 豆だけど』（じゅうきこうおとめ まめだけど）は、真鍋譲治による日本の漫画作品。『週刊漫画TIMES』（芳文社）にて、2016年12月30日号（2016年12月16日発売）まで不定期連載された。コミックスは全7巻。
現実世界と同じ1480年代の大陸構図でありながら、第二次世界大戦期の技術水準を有する仮想世界を舞台としており、登場する兵器も現実世界とは多少異なる形を持つ。

## ストーリー
1480年代イタリア。ローマ法王庁を中心とする貴族たちにより平穏は保たれていたが、急激に版図を拡大していたオスマン帝国のオトラント占領とイタリア半島内陸部への侵攻により平和は破られた。事態を重く見た法王・ペロンⅠ世は法王庁を中心とした神聖同盟（十字軍）を結成し、各諸侯に参戦の号令を下し、小国ガルマを治めるジョヴァンニ・ダンピアーノもその命を受ける。ガルマは傭兵料で国を支えている貧乏国家であり、装甲師団として法王庁と契約をしており、貧乏師団はオスマン帝国を打ち破るべく参戦した。
これは、主力戦車が豆タンクで、軍事力や財政に乏しい貧乏国家が、知略と手腕、そして持ち前の明るさを以て軍事帝国と対等に立ち振る舞った軌跡を、数人の登場人物の目を通して語られる物語である。

## 登場人物

### 神聖同盟（十字軍）

#### ガルマ侯国
物語の中心となる国家及び軍隊。内陸に位置する小国で、交通の要衝ではあるものの産業が乏しいため、国をあげて傭兵業を行っている。軍隊は陸軍のみで、戦車隊も豆タンクの二個中隊のみ。「女性の方が敵軍も戦いに躊躇しやすく、また周囲への気配りに長けている」という理由から、軍首脳陣はジョヴァンニ以外女性のみで構成されている。第二次世界大戦期の日本陸軍、およびハンガリー王国陸軍の軍服に準じたデザイン。
アンリエッタ・ペチーノ
物語の主人公で20代の女性戦車兵。階級は軍曹。本作序盤では第三小隊所属の兵長で、後に第一小隊長に昇進する。フランス国境近くの地・リグーリアで幼少期を過ごした影響でフランス訛りのイタリア語(作中では関西弁で表現している)を話す。周囲からは「アン」と呼ばれている。
時砲師だった亡祖父の影響で大砲を撃つのが好きで、自身と同じ小柄でキビキビ動く豆タンクをこよなく愛し、搭乗時には砲手を担当する。血気盛んな性格で、様々な機転を利かせて豆タンクで重戦車を幾度も撃破し、その活躍はガルマをはじめとする各軍から「ヤウズキラー」や「ケツ撃ちのアン」などの通り名で知られることとなる。
マルコ・ゼン
第三小隊所属。階級は兵長。ペチーノと同年齢。大学生であったが手柄を立てて出世するために入隊、ペチーノと一緒の豆タンクに搭乗し、操縦を担当する。ペチーノに恋心を抱き、共に戦っている内にお互い意識しあう仲になり、ファースト・キスの相手がペチーノという願いはとりあえず達成できた。
ガルマ軍上層部
ジョヴァンニ・ダンピアーノ
ガルマ侯国の領主。爵位は侯爵。整った顔立ちに話術に長け、所々で女性と親しくなることから、バルバラから「ドン・ファン」とも呼ばれている。自らガルマ師団の師団長を務め、イタリア各地で傭兵業を営んでおり、あまり積極的でない所から周辺諸国から昼行灯と比喩されているが、知略と先見の明に長け、彼なりに自国将兵の犠牲を抑えようと努力しており、彼の心中を察している者たちからの支持は厚い。
オスマン帝国との本格的な戦争に、神聖同盟の一国として参戦するにあたり、軍事力に乏しい自軍の犠牲を極力抑えるために、指揮権を妹・メリッサに託し、自らは今まで親しくなった女性などのつてを使い、周辺諸国へのロビー活動に奔走する。
メリッサ・ダンピアーノ
ジョヴァンニの実妹で、ガルマ師団の師団長代理。階級は中佐。ボローニャ軍事大学を首席で卒業するほどの才女で、愛国心は人一倍ある。また、重度のブラコンで、この大戦でガルマの知名度を上げ、ジョヴァンニを英雄にすると心に誓い、数々の奇抜な作戦を立てて不利な戦況を勝利へと導く。
ペチーノと同年齢で、数々の作戦で共に行動する内に親友関係になる。また、リアーリオに好意をもたれ、ファースト・キスを奪われてからは忌々しく思いながらも同じ志を持つ者として信頼し、また、パトロンとして様々な物資を手配させる関係にもなった。
ダイア・ヘルシオーネ
主席参謀。階級は少佐。軍事詳報記録も担当している。
バルバラ
情報参謀。階級は大尉。文武両道の才女で、ジョヴァンニとは公私共に付き合いが長く、彼の扱いにも長けており、時には護衛として共に行動することがある。
戦車大隊
ベルナルド・グリマルディ
戦車大隊長。軍備の乏しい戦車隊の運用に頭を悩ます苦労人。
リリア・マクレーヌ
戦車大隊第一中隊長でペチーノの上官。階級は中尉。一人の戦車(兵車長兼砲手)として、優れた腕を持つだけでなく、他国の戦車兵からも尊敬される戦術家である。ペチーノのよき理解者で、彼女の扱いに長けている。
ボルジア作戦失敗後の撤収の際にウーラ直率のイエニチェリ部隊による奇襲に遭い車輌に被弾、自身も深手を負い脱出が間に合わず爆発する車輌と運命を共にし、戦死。
シンシア・グリコーン
戦車大隊第二中隊長。階級は中尉。浅黒い肌が特徴の血気盛んな女性士官。リリアとは同期で付き合いが長い。ボルジア作戦失敗後、撤収の際にウーラ率いるイエニチェリ部隊による奇襲に遭い、マルケージ隊共々捕虜となる。
イエニチェリ部隊による捕虜の処分で銃撃されるが即死せず、死に際にウーラに自隊に再三攻撃を加えてきた戦車隊の指揮官かと尋ねられるがこれを否定、ウーラの手でとどめを刺された。
テレサ・アントニア
ガルマの補充兵として第一小隊に配属された女性新兵。幾多の戦でヤウズを打ち倒したペチーノに憧れを抱き、初めて出会った時は感激していたが、ペチーノの数々の破天荒な行動に翻弄されることとなる。
カルロ・ブロスキ/ドメニコ・アンニバリ/ジョゼッペ・アッピアーニ
テレサ同様、ガルマの補充兵として第一小隊に配属された男性新兵。ペチーノの破天荒な性格と行動に翻弄されることとなる。
歩兵大隊
ロッサーヌ
歩兵大隊長。階級は少佐。おっとりした性格の持ち主。平時はメイド長として将校たちの世話を受け持つ。ジョヴァンニ専任の給仕として、彼に茶を淹れることに使命感を持っていたが、彼に一目惚れした捕虜ちゃんことベグ・ボッパがことあるごとにチャイを淹れるようになり、ライバル視している。
マルケージ
歩兵第一中隊長。階級は大尉。初老の男性士官で、ロッサーヌの下で先任将校として前線での指揮を一任されている。支庁舎攻略の際に援軍に駆け付けたペチーノ小隊を「腹の足しにもならん」と見下していたが、ペチーノの活躍で支庁舎攻略に成功。中隊にペチーノへの「かしら右」を命じ、自身は敬礼を以て勇戦を讃えた。
ボルジア作戦失敗後、撤収の際にウーラ率いる戦車隊の奇襲に遭い、ロッサーヌを逃がすと挺身隊を率いて敵戦車に肉弾攻撃を展開。足止めを図り味方撤退のための時間を稼ぐが、衆寡敵せず敗北。部下諸共捕虜となる。
ウーラからジョヴァンニの場所を訊かれるが、「我が主人は既にローマの別荘でワインで乾杯し高いびき。とんだ無駄足だったな。さっさと蛮族の地に帰れ」と笑い飛ばし、ウーラに手ずから眉間を射抜かれて死亡。部下達もウーラの護衛に悉く銃殺された。

補給大隊
カサノバ
戦車補給大隊所属のベテラン下士官。階級は曹長。豆タンクの修理・改造をはじめ、各兵器の整備などを受け持つ。スケベ親父でもあり、無茶な要求の際にはペチーノの着用済みパンツなどで取引することも。

#### ローマ法王庁
神聖同盟の中核をなす。キリスト教の総本山。ローマ法王庁の枢機卿や軍人の軍服は、第二次世界大戦期のイタリア・ファシスト党の国防義勇軍（MVSN）の軍服に準じたデザイン。
リアーリオ
神聖同盟総司令官代理で、爵位は枢機卿。左頬の傷跡が特徴。ペロンⅠ世の甥だが庶子との噂もある。愛国心と野心が強く、前線の各軍に指令を出すのみならず、自ら前線に出ることも厭わないが、ゆくゆくは「イタリアを統一しその指導者になる」という野望を持っている。また女好きな一面もあり、バルバラ曰く「ジョヴァンニと同類」。
メリッサとは同じ志を持つ者として、また一人の女性として好意を持ち、生涯の伴侶とすべく彼女に告白し、彼女の唇を奪ったところ、逆に彼女を怒らせて鉄拳を浴びてしまい、それでも度々彼女に連絡を取り付けるが、その度に様々な物資を要求され、結果としてパトロンになっている。
オスマン空軍によるローマ空襲で指揮系統が大打撃を受けた後、グレオに代わって二代目総司令官として全軍を指揮している。
オルシーニ
リアーリオの補佐役で神聖同盟の主力、ローマ第一親衛軍を率いる寡黙な軍人。
ペロンⅠ世
ローマ法王。ボルジア家出身。オスマン帝国によるイタリア侵攻に際し、「異教徒撲滅」を掲げて周辺諸国に参戦を呼びかけ、神聖同盟を結成させた。
元々田舎出身の司教で、法王になって権力を得てからは、信仰心を煽って民衆から御布施をまき上げ、親族を枢機卿の位に引き上げ周囲に就かせ、さらにはグレオを差し置いて自ら総司令官気取りで神聖同盟を指揮しようとするなど、その自己中心的な言動から、貴族たちから「俗物」「田舎出自の成り上がり者」と陰口をたたかれている。
オスマン空軍によるローマ空襲で自身に危険が迫ってくると、それまでの楽観的な考えから一転、己の保身のためにリアーリオから空軍の指揮権を取り上げて法王庁の護りに就かせたり、いざと言う時の「逃げ道」を確保しようとするなど、自己中心的な言動に拍車がかかっている。
ドーリア
法王庁海軍提督。ジェノヴァの有力貴族だが、元々は地中海を暴れまわった海賊一族の出。戦時は海の傭兵、平時は海賊と血の気の多い性格で、いつ裏切ってもおかしくないことで有名。
法王庁の命によりガルマ軍を航路で輸送する際にオスマン海軍の潜水艦により艦隊が被害を受け、ローマで入渠していたが、戦況が不利になったことで神聖同盟から離脱しジェノヴァで防衛のために帰国しようとした所でジョヴァンニからヴェネツィア・アドリア海でのオスマン軍の補給路断絶の提案を受け活動を再開する。
グレオ・メディチ
神聖同盟初代総司令官。ペロンⅠ世のわがままに付き合いながらも神聖同盟を指揮していたが、ローマ空襲の後総司令官の座をリアーリオに譲り、自身はペロンⅠ世のお守りをすることとなった苦労人。

#### ランツィケネッキ師団
神聖ローマ帝国軍の新教徒（後のプロテスタント）で編成された機甲師団。皇帝マクシミリアンⅠ世の命により異教徒撲滅の目的で同盟軍に参戦している。欧州屈指の軍事力を持つが、同盟軍との衝突が絶えないことで有名。軍人の軍服は、第二次世界大戦期のドイツ陸軍戦車兵の軍服に準じたデザイン。
ゾルゲ
ランツィケネッキ師団の戦車連隊長。階級は大佐。強面の隻眼軍人で規律に厳しく、戦線から離脱しようとする友軍は負傷兵ですら容赦なく粛清する。当初ガルマ軍を軽視していたが、メリッサの妙案やペチーノたちの活躍に「じゃじゃ馬たち」と呼びながらも実力を認め、奮闘したペチーノに自身の勲章「功一級鉄十字章」を授けた。三度の飯より戦争好きで、反面事務的な政治家が大の苦手で、本国の指令より戦況を最優先にして判断・行動するなど、司令官としても類稀な才覚を持つ。
ボルジア作戦でウーラの策に嵌りオスマンの浮き砲台で神聖同盟軍は壊滅状態となり、味方部隊の撤退を支援するべく殿軍を務め、激しい攻防の末に戦死、ゾルゲの亡骸にウーラは敬礼で応えた。
オットー・マイヤー
ランツィケネッキ師団所属の士官。階級は少尉。ペチーノとは顔を合わせる度に口喧嘩するが、ゾルゲが自身の勲章をペチーノに授け、奇抜な行動で数々の作戦を勝利に導いているなどそれとなしに認め、ガルマ軍とも若干の蟠りはあるものの、共に作戦を進める仲間として敬意を払っている。
ボルジア作戦時にガルマ師団に編成され共に行動していたが、神聖同盟軍壊滅の報を聞き、父親同然の存在でもあるゾルゲの窮地を救うべく軍法会議にかけられるのを覚悟してメリッサに直訴してガルマ師団を離脱する。マクレーヌ中隊長やペチーノらと互いの武運と再会を誓いあって最前線であるサン・ジュリアーノ湖へ進軍した。

#### イタリア貴族
ガレアッツォ・スフォルツァ
イタリア屈指の軍事力を持つミラノの公爵。楽観的で自己保身しか考えてないペロンⅠ世を快く思っていない。イタリア各地の激戦を生き抜いた武人だが、古い考えしか持っておらず、メリッサとは馬が合わない。息子がナポリ王の娘と結婚していることもあり、ナポリ王が死去した後のナポリのイニシアチブを掌握しようとやっきになっており、ローマ空襲後はナポリ防衛ラインでオスマン帝国の戦車隊と交戦、虎の子の重戦車部隊で最初の内は善戦したが、オスマン軍が投入したイザーク級多砲塔戦車の前に為す術なく敗走、軍の指揮を姪のカテリーナに一任し、軍の再建のためクフォルフ駐屯地へ後退した。
カテリーナ・スフォルツァ
イモーラ領主を務めるスフォルツァ伯爵夫人。ガレアッツォの姪であり、彼と共にナポリでの諸侯軍議に参加する。ジョヴァンニの先見の明に長けた才を見抜き、高く評価している反面、メリッサに対しては、志は立派だが沸点が低く感情に流されやすいと評価している。ナポリ防衛戦でミラノ軍が壊滅した後はガレアッツォから軍の指揮を一任された。
フェランテ
ナポリ国王。イタリアでは誇り高い武人として勇名を知られるが、オスマン帝国軍の大攻勢を前に前線より脱出。脱出用の列車がオスマン帝国軍に襲われた際、オスマン帝国軍兵士相手に命乞いをするも、聞き入れられずに射殺される。
ナポリ王国軍将兵の軍服は、第二次世界大戦当時のイギリス陸軍に準ずるデザイン。
ニコロ・マキャベリ
フィレンツェの書記官。フィレンツェとは犬猿の仲であるヴェネツィアがピサと「秘密協定」をしたとの情報を入手したため、それに対抗するため特使としてメフメトⅡ世に謁見し取引を持ちかけた。メフメトⅡ世曰く「面白くて興味のある男」。
レオナルド・ダヴィンチ
芸術家として、また学者として、多方面で類稀な才を持つ天才学者で、イタリアはもちろん、欧州でもその名は知られている。兵器開発者としても有名で、戦車をはじめとする様々な兵器を開発した。

#### ヴェネツィア共和国
イタリアとオスマン帝国領の狭間に位置する中立国家で、イタリア一の海洋国家でもある。強大な海軍力を保有し長年中立を守っており、オスマン帝国のイタリア侵略に際しても双方に付かず中立を守っている。
元首
ヴェネツィア共和国の最高指導者。本名は不明。オスマン帝国のイタリア侵略に際してどちら側に付くかを各閣僚と会議している。
アゴスティーノ・バルバリーゴ
クレタ島駐屯艦隊司令官。対オスマン帝国の最前線を長らく支えてきた。オスマン帝国のイタリア侵略に際し元首直属の安全保障会議「十人委員会」から意見を聞くための呼び出しを受け、委員会メンバーに神聖同盟と手を組むべきと主張した。
ヴェニエル
ヴェネツィア海軍総司令官。バルバリーゴの参戦論に賛同している。

### オスマン帝国
コンスタンティノープルを陥落させ東ローマ帝国を滅亡させたのち、次の征服先をイタリア半島に定め進軍する。将兵の軍服は第二次世界大戦期のドイツ国防軍陸軍に準ずるデザインであるが、ヘルメット左側と軍服右胸部の主権紋章（ハーケンクロイツを掴んだ鷲）は省略されている。また歩兵の主装備はMP40に酷似した短機関銃になっている。
メフメトⅡ世
オスマン帝国君主（スルタン）。キリスト教を邪教とし、「邪教殲滅」を掲げてイタリア半島への侵攻を開始した。自国の繁栄と発展のためなら国籍を問わず知識人を召し抱え重用する度量を持ち、古今東西の戦録や文献を戦略に活用するなど軍略にも長けた傑物で、臣民からも厚く支持されている。予想以上に戦線が膠着していることから親衛隊を率いてイタリア半島に上陸、自ら全軍を指揮している。アレクサンドロスを生涯の目標としており、彼の悲願であった「大陸制覇」と「統一国家」を自らの手で達成しようと野望を抱く。
ヤコポ・ダ・ガエタ
スルタンの待医で最高顧問の一人。医師の身でありながらメフメトⅡ世よりパシャの称号を授かり大臣の一人として国政を司る。法王庁に迫害されてきた流浪の民出身であり、純粋に民衆を救済しようと医学を学んだが、権力を維持したい法王庁に破門された。故にイタリア侵攻は彼の私怨でもあった。
チリアコ・ダンコーナ
古代史学者で最高顧問の一人。主にロビー活動や情報収集などを務める。またメフメトⅡ世の翻訳係兼教師役として古今東西の戦記や文献を解読して読み聞かせている。西洋人であり、オスマン帝国内の古代遺跡などの調査許を条件としてメフメトⅡ世に仕えている。
カリル・パシャ
オスマン軍元帥。イタリア侵攻軍の当初の総司令官。肥満体で軍規に厳しい性格。総司令官に任じられたのはメフメトⅡ世の義弟という血縁故のことで、彼の無策故に膠着状態になったことから、イェニチェリを率いるウーラからは「古狸」「無能」と蔑まれており、彼自身も軍規を無視するウーラを快く思っておらず、お互い犬猿の仲。
バルクドル
オスマン軍参謀次長。痩身で三白眼にタラコ唇が特徴の将官。軍のナンバー2である自分を差し置いてメフメトⅡ世の下に自由に出入りできるダ・ガエタを「いかがわしい医術でスルタンに取り入った」と蔑んでいる。

#### イエニチェリ
スルタンの親衛隊。スルタンへの愛と生涯不婚を誓った女性のみで構成され、前線での戦闘のみならず、督戦隊としての役割も務める。
ウーラ・ラスナー
イエニチェリを率いる将軍。顔の下半分を覆面で覆い、左目辺りには縦に一閃されたかのような大きな傷跡がある。スルタン以外の命令には一切従わず、勇猛果敢な女将軍として国内外に知られており、過去に戦った経験のあるゾルゲ曰く「ずる賢い女狐」。スルタン直々に電文で「わが愛のために死ね」と発破をかけられ、妹アリ・ラスナーの仇討ちの機会を与えてくれたスルタンに感謝すると共に全身全霊を以て神聖同盟の殲滅を誓う。
ボルジア作戦時のサン・ジュリアーノ湖での戦闘で宿敵であるゾルゲを葬った後、妹・アリを葬ったガルマ軍を発見し殲滅すべく進軍、自ら手勢を以て奇襲を仕掛け、リリアとシンシアの両中隊長を死に追いやって戦車隊を壊滅させ、歩兵隊にも甚大な被害を与えるなど猛威を振るった。その際戦闘中にペチーノと一騎討ちになり、果敢に攻めるペチーノを自ら狩るに値する相手と覚えた。
アリ・ラスナー
イエニチェリの戦車大隊長。階級は大尉。愛国心とスルタンへの忠誠心は人一倍あり、臆する部下はその場で射殺する程苛烈な性格を持つ。
ナポリ防衛線を進軍中、ガルマ軍により補給手段である陸上オイルタンカーを破壊され、集落で待機していたガルマ軍と応戦した。建物が邪魔となり思うように行動がとれず、またガルマ軍による数々のトラップや奇襲により翻弄され、燃料と弾薬が尽きかけ、さらにゾルゲ率いるランツィケネッキの猛襲に命運も尽きたと自ら殿を務めて部下を退却させ、最後はゾルゲの前で自決した。
ベグ・ボッパ
元アリ・ラスナー隊所属の戦車兵。階級は特務曹長。元ジェノバ領だったレスボス島の貴族出身で、スルタンのハレム入りをしていたが、イタリア語とオスマン語が堪能なためにアリ・ラスナー隊の通訳を担当していた。アリ・ラスナー隊壊滅の後、空腹に耐えかねてペチーノに投降、ガルマ軍陣地内でジョヴァンニと出会い一目惚れしその場で寝返り忠誠を誓い、以後は「捕虜ちゃん」と呼ばれ、自称「ジョヴァンニの女中」として彼にチャイを淹れたりしている。

## 登場兵器
対戦車兵器についてはモンロー/ノイマン効果を利用した成型炸薬弾は実用化に至っておらず、対戦車ライフルや対戦車砲、対戦車地雷が主で、それ以外は収束手榴弾や火炎瓶などの急造兵器に頼っている。
航空戦および海戦については、無線通信は実用化されているがレーダーは実用化されておらず、対空索敵は地上の監視所における目視や空中聴音機に頼っている。

### 神聖同盟
陸上兵器
L1戦車“チャリオッツ”
ガルマ戦車大隊の主力戦車。乗員2名の軽戦車で、通称「豆タンク」と呼ばれている。装備が52口径37mm砲一門のみと戦車としての火力は非力な上、装甲が最大18mmと薄く、戦車砲を一撃でも被弾したら大破する。しかし6.5tと軽量で小柄なため、最大速力は路上で64km/hと素早く、船舶や列車・トレーラーなどの運搬が容易であり、また山岳や急こう配などの悪路を走破できるほどの機動性と、多少横転しても破損しない強度のフレームと履帯を持ち、メーカーが製造費を抑えるために民生用のパーツを流用して製作した車輌なため、規格さえ合えば動力系は一般車輌からも流用でき、戦地でも部品調達が容易という利点がある。
甲3型戦車
ナポリ王国の主力戦車。47mm砲を備える。ダックイン戦法でオスマン帝国軍を迎え撃つが、オスマン帝国軍のヤウズIには至近距離ですら主砲弾を跳ね返され、一方的に撃滅されてしまった。
M13/57“ビアンキ”
ローマ第一戦車軍団の主力戦車。ダヴィンチも設計に関わったと言われるヴェロッキオ工房デザインの流麗なデザインを持ち、65mmの装甲を持ちながらも優れた機動力を持ち、57mm戦車砲と75mm榴弾砲の2門を装備している。
T-44“ファランクス”
ミラノ公国軍主力戦車。この時代に流行していた「多砲塔陸上戦艦」の一種で、重装甲の車体に152mm連装砲塔を2基搭載する。同盟軍所属車輛の中では数少ないオスマン帝国軍のヤウズⅠを圧倒できる戦闘車輛だが、リアーリオは「前時代の遺物」と評している。
マルクⅣ
ランツィケネッキ師団の主力戦車。戦車と言うよりは駆逐戦車と言うべき車輛で、車高わずか2.16mの車体前面に長砲身75mm砲を搭載し、傾斜した装甲は最大85mmにも達し、砲弾を弾き易い設計となっている。しかし、主砲は砲塔式ではなく車体固定式のため目標を攻撃する際は車体ごと回転させねばならず、また低車高故に泥地などの悪路では走行性能が半減するなどヤウズⅠ同様活動範囲が狭くあまり機動戦向きではない。派生型に155mm短砲身榴弾砲を搭載した「シュツンメル」がある。
海上兵器
ジュリオ・チェーザレ
ドーリアの旗艦で、地中海最大級の戦艦。排水量36000ｔ。14インチ三連装主砲塔の後方に背負い式の二連装主砲塔を搭載し、このほかにも二連装副砲塔や機銃を多数装備している。
ゴリッツィア/ガリバルディ
ドーリアの保有する海賊船で、「ポケット戦艦」とも称される。艦首のシャークマウスのペイントが特徴。通商破壊を主任務とする。三連装主砲を前後に各1基、主砲塔両脇に連装副砲を各1基ずつ計4基装備している。
航空兵器
主力戦闘機G.50“トルッキーノ”
開放式風防が特徴の神聖同盟軍の主力戦闘機。武装は機首の12.7mm機銃2挺のみとやや貧弱だが、480km/hの最高速度とそこそこの運動性でイタリア半島の防空を担う。
機体のモデルはフィアットG.50。
主力爆撃機SM.79“パッキェロッティ”
神聖同盟軍の主力爆撃機。主翼と機首にエンジンを持つ3発機で、爆弾最大搭載量は1800kg。普段は胴体内爆弾倉に爆弾を搭載するが、主翼下や胴体下にハードポイントを設け大型爆弾を懸架することも可能。機体のモデルはサヴォイア・マルケッティ SM.79“スパルヴィエロ”。
そのほか
ガリレオ
ダ・ヴィンチが開発した暗号通信機。木星の4つの衛星の公転周期に連動して組み合わせを変える仕組みだったが、オスマン軍の暗号解読班により解読され、全ての作戦行動が筒抜けになってしまう。

### オスマン帝国
陸上兵器
主力戦車“ヤウズⅠ”
オスマン帝国の主力戦車。88mm戦車砲一門に機銃二挺を備え、装甲は最厚部で101mmにも達する世界屈指の重戦車。占領したギリシャ・ビサンチンの技術も取り込んでおり、水中を移動できる潜水ユニットや火炎放射ユニットなども搭載できる。その反面、最大速力は路上でもわずか36km/hと鈍足な上、航続距離は約80kmしかない。更に50.5tもの巨体が自身の運用場所を大きく制限しているなど、長期的な活動には不向きな一方、履帯が広いため意外と悪路に強い。
オイルタンカー
オスマン帝国の陸上輸送艦で、主に遠征に不向きなヤウズⅠの燃料・弾薬の補給を受け持っている。固定装備は無く、車内に搭載した対戦車ライフルで武装している。
多砲塔戦車“スレイマン”
オスマン帝国の多砲塔戦車「イザーク級」の1輌。288tの超重戦車で、170mm三連装主砲を前後に計二基、車体最後尾に57mm連装対空砲を一基搭載し、最厚240mmの重装甲はT-44の152mm連装砲をも通さない。ただし、最高速度は路上でも12km/hと極めて鈍重である。ミラノ公国軍のT-44部隊「無敵艦隊」の前に現れ、これを一方的に撃滅した。なお、リアーリオは南イタリアに200t超の超重戦車が行動できる場所が少ないことを理由に「対無敵艦隊用兵器」と分析し、無敵艦隊が壊滅した以上戦力に数える価値はないと評している。後に神聖同盟軍の爆撃部隊により大破した。
海上兵器
潜水艦
オスマン帝国の潜水艦。艦首に魚雷発射管6門とノコギリ状ブレードを装備している。
旧式戦艦
ギリシャ攻略の際に鹵獲した弩級戦艦。海上戦力としてはほぼ無価値だが、戦車とは比べものにならないその火力と射程を利用し、大掛かりな手段で陸送し戦線に位置するサン・ジュリアーノ湖まで運搬し、浮き砲台としてボルジア作戦において神聖同盟軍に壊滅的大打撃を与えた。
航空兵器
多目的戦闘機“セリム”
オスマン帝国の主力戦闘機。双発戦闘機で、武装は20mm機関砲4門、最高速度は610km/hと同盟軍のG.50戦闘機を火力と速力で圧倒する。派生型に対戦車攻撃機、戦闘爆撃機、複座型偵察機がある。
大型爆撃機
オスマン帝国の爆撃機で、コクピットは飛行船同様機首下方にあり、操縦は操舵輪で行う。10基のレシプロエンジンを搭載した巨人機で、G.50戦闘機の12.7mm機銃が通じない装甲と多数の連装対空機銃で護られており、爆弾を満載したままでも対地速度400km/hで飛行可能。ナポリとローマに大編隊を組んでの夜間爆撃を敢行し、両市に多大な被害を与えた。
スルタン専用機
大型爆撃機の派生機で、フラップ部分が二重構造になっているなど機動性を重視している。メフメトⅡ世がイタリア半島に乗り込む際に搭乗した。

## 書誌情報
- 真鍋譲治 『重機甲乙女 豆だけど』 芳文社 〈芳文社コミックス〉、全7巻
  1. 2013年12月31日発売、ISBN 978-4-8322-3385-0
  2. 2014年7月1日発売、ISBN 978-4-8322-3406-2
  3. 2014年12月16日発売、ISBN 978-4-8322-3431-4
  4. 2015年6月16日発売、ISBN 978-4-8322-3454-3
  5. 2015年12月16日発売、ISBN 978-4-8322-3483-3
  6. 2016年6月16日発売、ISBN 978-4-8322-3504-5
  7. 2017年4月14日発売、ISBN 978-4-8322-3537-3